# Чамбао
Чамбао (на испански: Chambao) е испанска група, изпълняваща характерен стил музика, познат като фламенко чил (Flamenco chill). Песните на групата представляват приятна и отпускаща смесица от традиционни испански фламенко-ритми, електронна музика и джаз.
Името на бандата – Chambao, на испански език означава сламен навес на плажа, който предпазва от дъжд, вятър или слънце.
Групата се формира в град Малага, провинция Андалусия и първоначално представлява трио – Мария (известна още като Ла Мари или Rosa Maria – „Червената Мария“), Едуардо и Дани. Впоследствие, обаче, Дани напуска групата и в нея остават само двама.
Чамбао имат издадени три самостоятелни албума, като сред най-известните им песни са Playas de barbate, Pokito a poko, Como el agua и др.
Чамбао посещават за първи път България на 23 септември 2006 г. и изнасят концерт в София. По-късно, през 2007 г., те посещават последователно Пловдив, Бургас, Созопол и Варна.

## Дискография
- 2002: Flamenco Chill (varios artist).
- 2003: Endorfinas en la mente
- 2005: Pokito a poko
- 2006: Caminando 2001-2006
- 2007: Con otro aire
- 2009: En el fin del mundo
- 2012: Chambao
- 2016: Nuevo ciclo